# Гарри и сын
«Гарри и сын» (англ. Harry & Son) — американский кинофильм. Слоган — «Only a hard-nose writes off his kid — Only a hero has the courage to change».

## Сюжет
Фильм о взаимоотношениях простого американского рабочего Гарри (Пол Ньюман) со своим сыном Говардом (Робби Бенсон). Гарри теряет работу по состоянию здоровья. Говард решает вопрос о выборе своего жизненного пути.

## В ролях
- Пол Ньюман — Гарри Кич / Harry Keach
- Робби Бенсон — Говард Кич / Howard Keach
- Эллен Баркин — Кэти Виловски / Katie Wilowski
- Уилфорд Бримли — Том Кич / Tom Keach
- Джудит Айви — Салли / Sally
- Осси Дэвис — Рэймонд / Raymond
- Морган Фриман — Симановски / Siemanowski
- Джоан Вудворд — Лилли / Lilly
- Кэтрин Боровиц[исп.] — Нина / Nina
- Мори Чайкин — Лоуренс / Lawrence